# I Don't Believe We've Met
I Don't Believe We've Met è il secondo album in studio della cantante statunitense Danielle Bradbery, pubblicato nel 2017.

## Tracce
1. Sway – 3:31
2. Potential – 3:37
3. What Are We Doing – 3:20
4. Worth It – 3:28
5. Can't Stay Mad – 3:28
6. Messy – 3:25
7. Red Wine + White Couch – 3:11
8. Hello Summer – 3:00
9. Human Diary – 3:46
10. Laying Low – 2:50